# Järvilampi
Järvilampi eller Järvenlampi är en sjö i Finland. Den ligger i kommunen Suomussalmi i landskapet Kajanaland, i den centrala delen av landet, 500 km norr om huvudstaden Helsingfors. Järvilampi ligger 164 meter över havet. Arean är 3,6 hektar och strandlinjen är 1,1 kilometer lång. Sjön  ingår i Uleälvens huvudavrinningsområde. 